# المحكمة العليا لجزيرة نورفولك
المحكمة العليا لجزيرة نورفولك (بالإنجليزية: Supreme Court of Norfolk Island) هي أعلى سلطة قضائية في إقليم جزيرة نورفولك الأسترالية. تتمتع بهذه المحكمة بـولاية قضائية غير محدودة داخل الإقليم في القضايا المدنية وتختص المحكمة بأبشع الجرائم الجنائية. تتولى هذه المحكمة الاختصاص القضائي أيضًا فيما يتعلق بإقليم جزر بحر المرجان. تُنظَم جميع القضايا أمام قاضٍ واحد فقط، بما في ذلك الاستئنافات من محكمة الفصل في الجرائم البسيطة. وفي التسلسل الهرمي للمحاكم الأسترالية، تُعَدُّ محكمة العليا لجزيرة نورفولك واحدة من ثماني محاكم عليا في الولايات والأقاليم التي تمتلك سلطة قضائية غير محدودة في أجزاءها المختلفة من أستراليا. يمكن التماس الاستئناف إلى المحكمة الفيدرالية الأسترالية، ومنها يمكن تقديم استئناف بإذن خاص إلى المحكمة العليا الأسترالية.